# Dammkultur

Zuckerrübe im Dammanbau (Sonderfall)

Die Dammkultur (auch Dammsaat oder Dammanbau) ist eine Anbaumethode in der Land- und Obstwirtschaft.

## Anwendung
Insbesondere finden Dammkulturen Anwendung bei Nässestau im Boden. Durch entsprechendes Pflügen werden in Richtung des natürlichen Gefälles Furchen und Dämme angelegt. Auf den trockeneren Dämmen kann dann gepflanzt werden.
Bei Kartoffel-, Meerrettich- und Spargelkulturen erfolgt die Dammkultur unabhängig von Fragen der Wasserversorgung zur Erleichterung der Ernte.

### Geräte

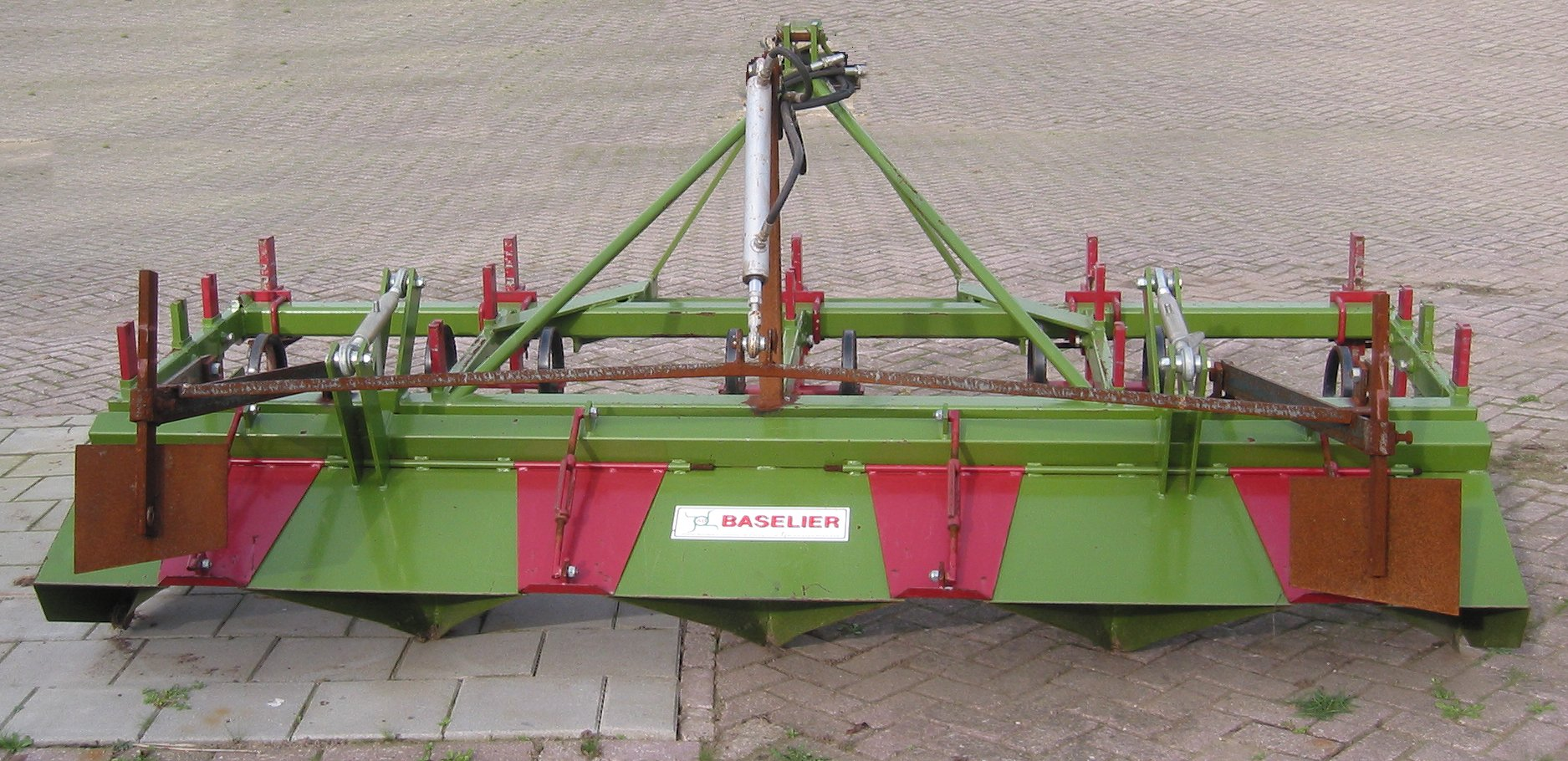
Kartoffeldammformer

Ein motorisierter Häufelpflug  besitzt  am Pflugkörper ein symmetrisches, mit seiner Spitze in die Erde eindringendes Schar sowie je ein links und rechts wendendes Streichblech. Hiermit erzeugt man Furchen, zwischen denen die aufgeworfene Erde Dämme bildet, wie sie zum Beispiel im Kartoffel- und Spargelanbau benötigt werden. Die Streichbleche der Häufelpflüge sind teilweise zur Änderung der Dammgröße verstellbar ausgeführt. Andere Konstruktionen haben mehrere Grindeln mit Kettenwalzen, die für eine ausreichende Rückfestigung der Dämme sorgen und feinen Boden für einen sicheren Aufgang der Saat schaffen. Diese Pflüge werden für 4 Dämme oder für 6 Dämme gebaut und können Dammabstände von 90 bis 45 cm sorgen. Moderne Geräte sind häufig als Dammfräse ausgeführt. Sie sichern auch unter eher trockenen Bedingungen einen weitgehend klutenfreien Erddamm.

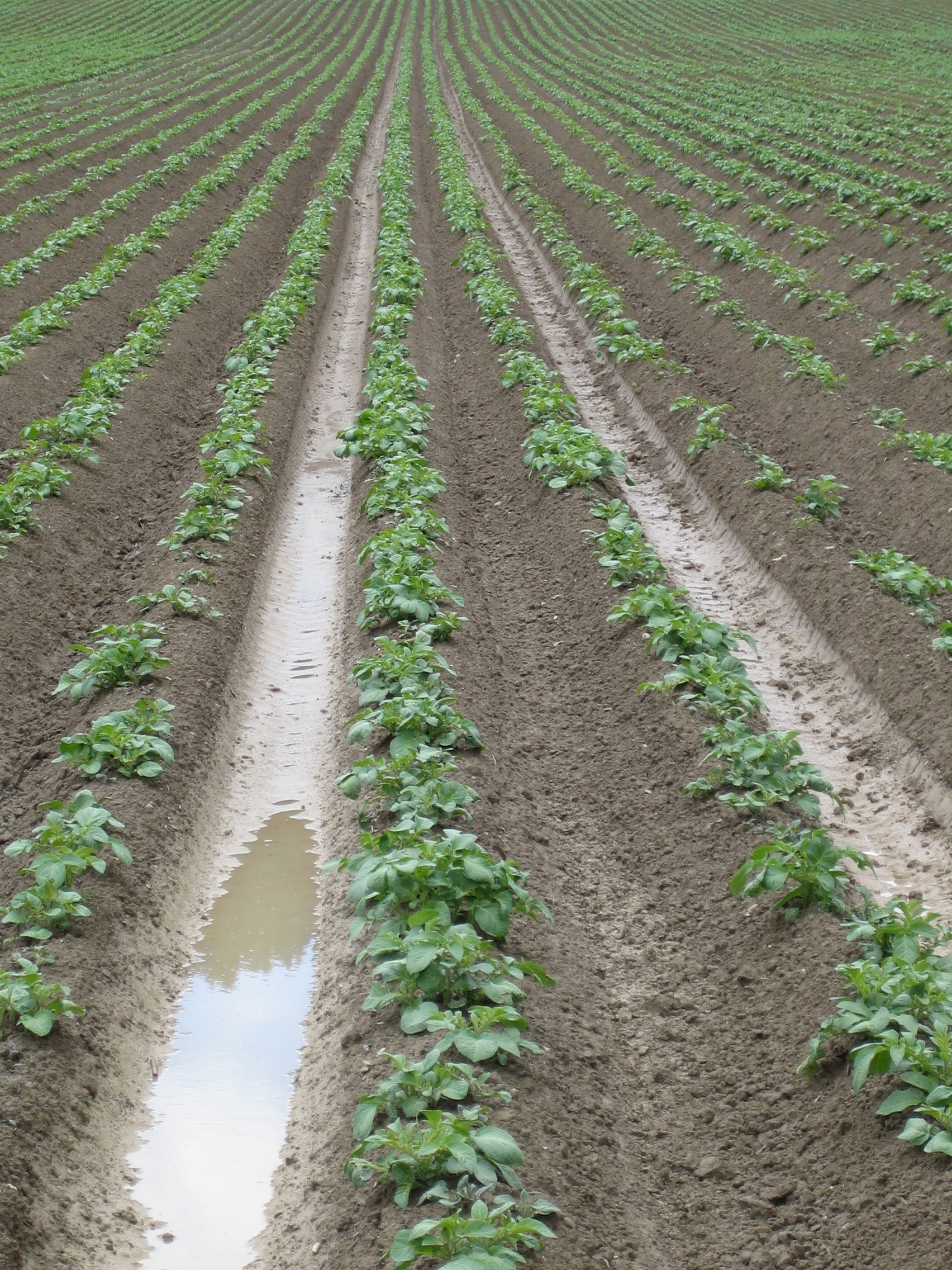
Kartoffelfeld nach ergiebigen Regenfällen
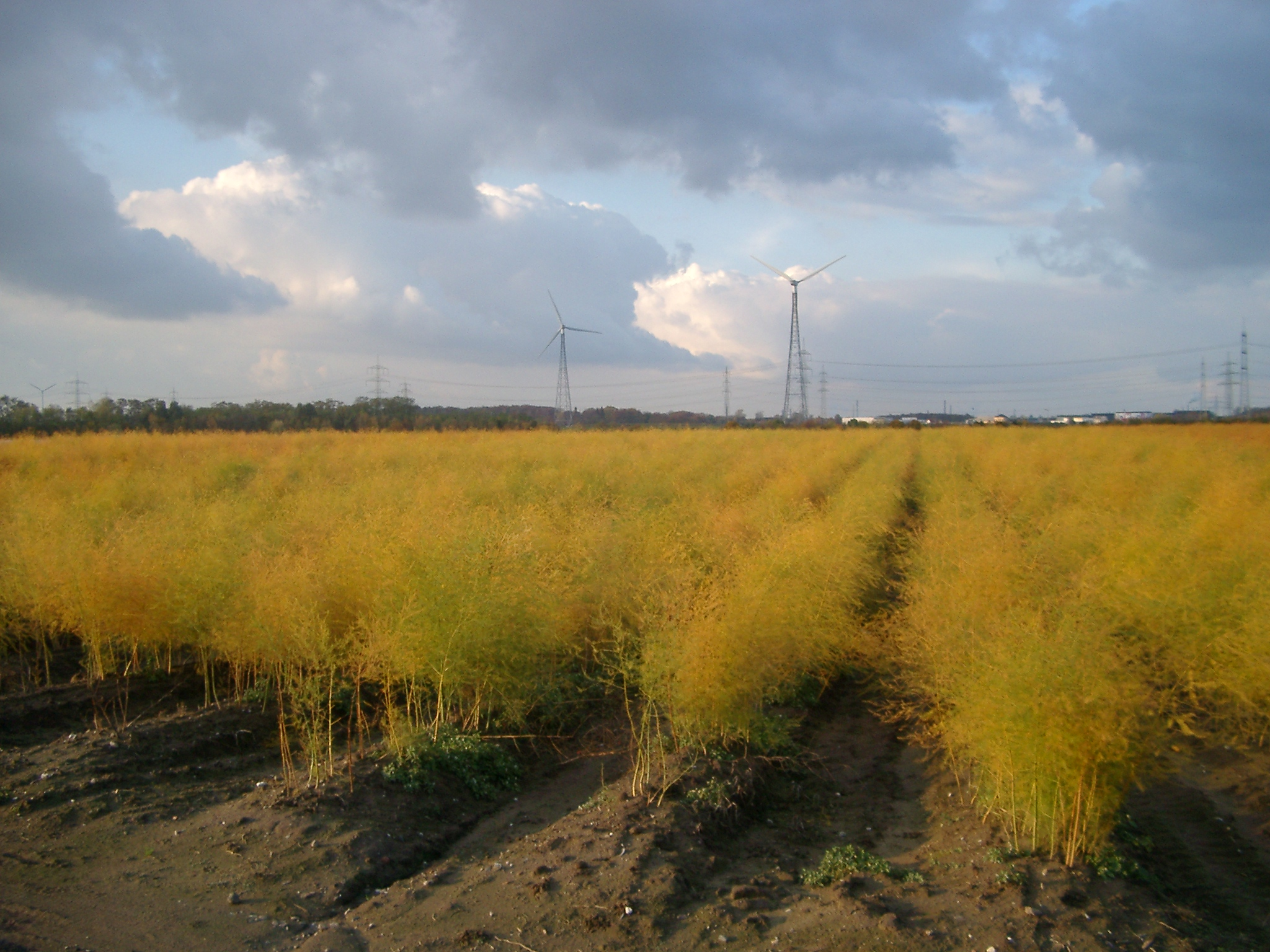
Spargelfeld
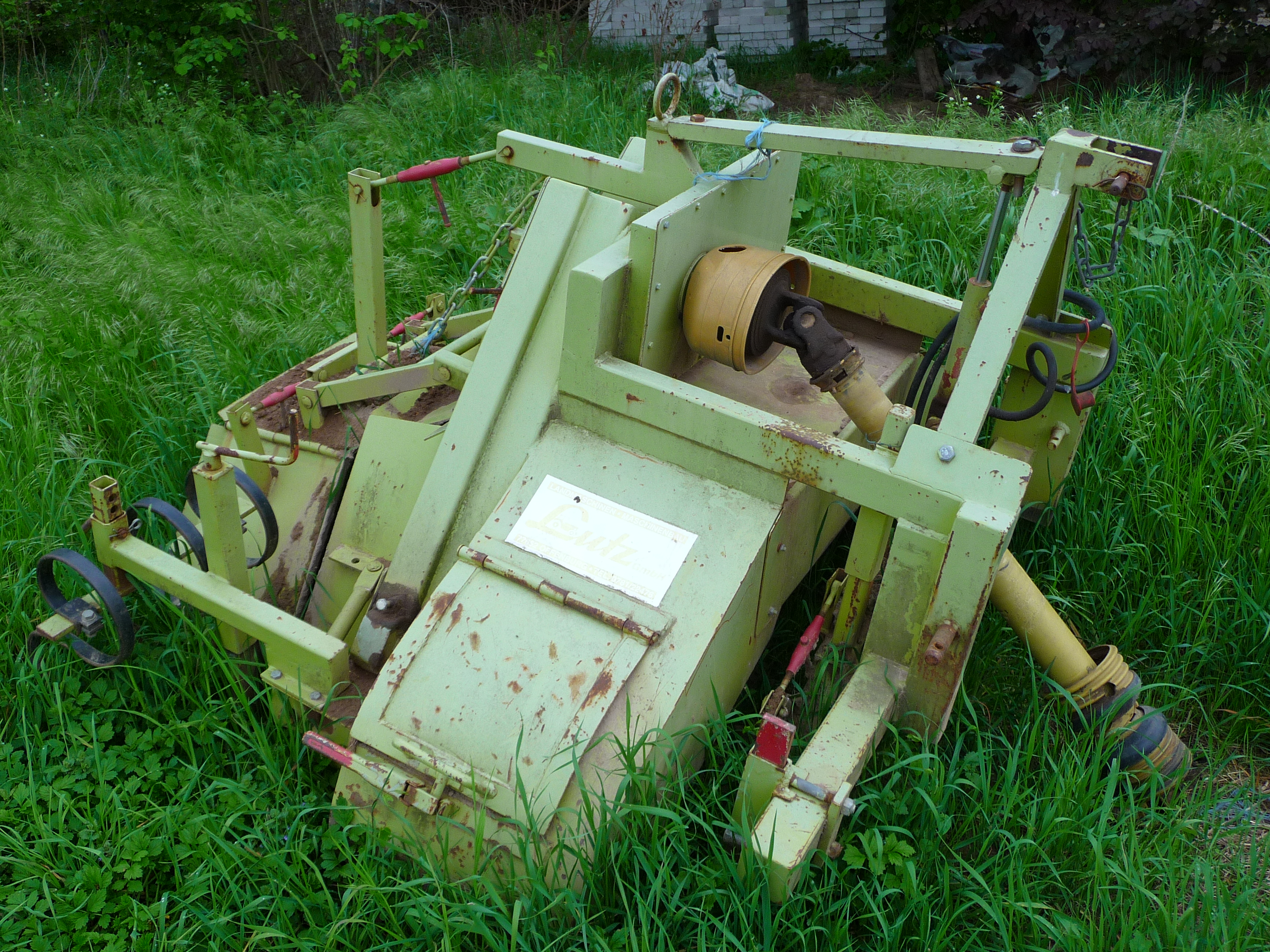
Spargeldammfräse
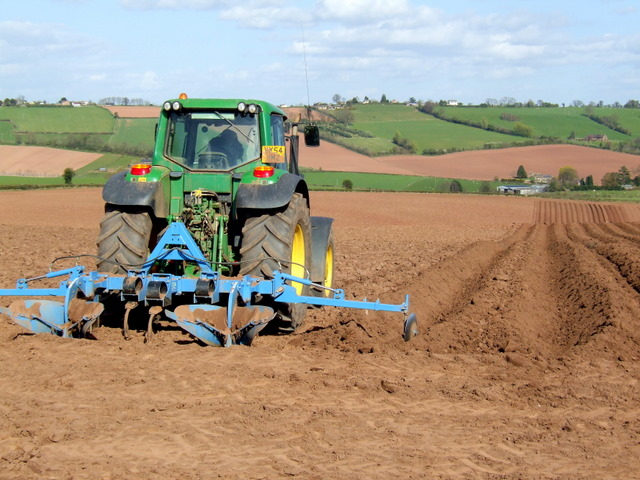
Häufelpflug
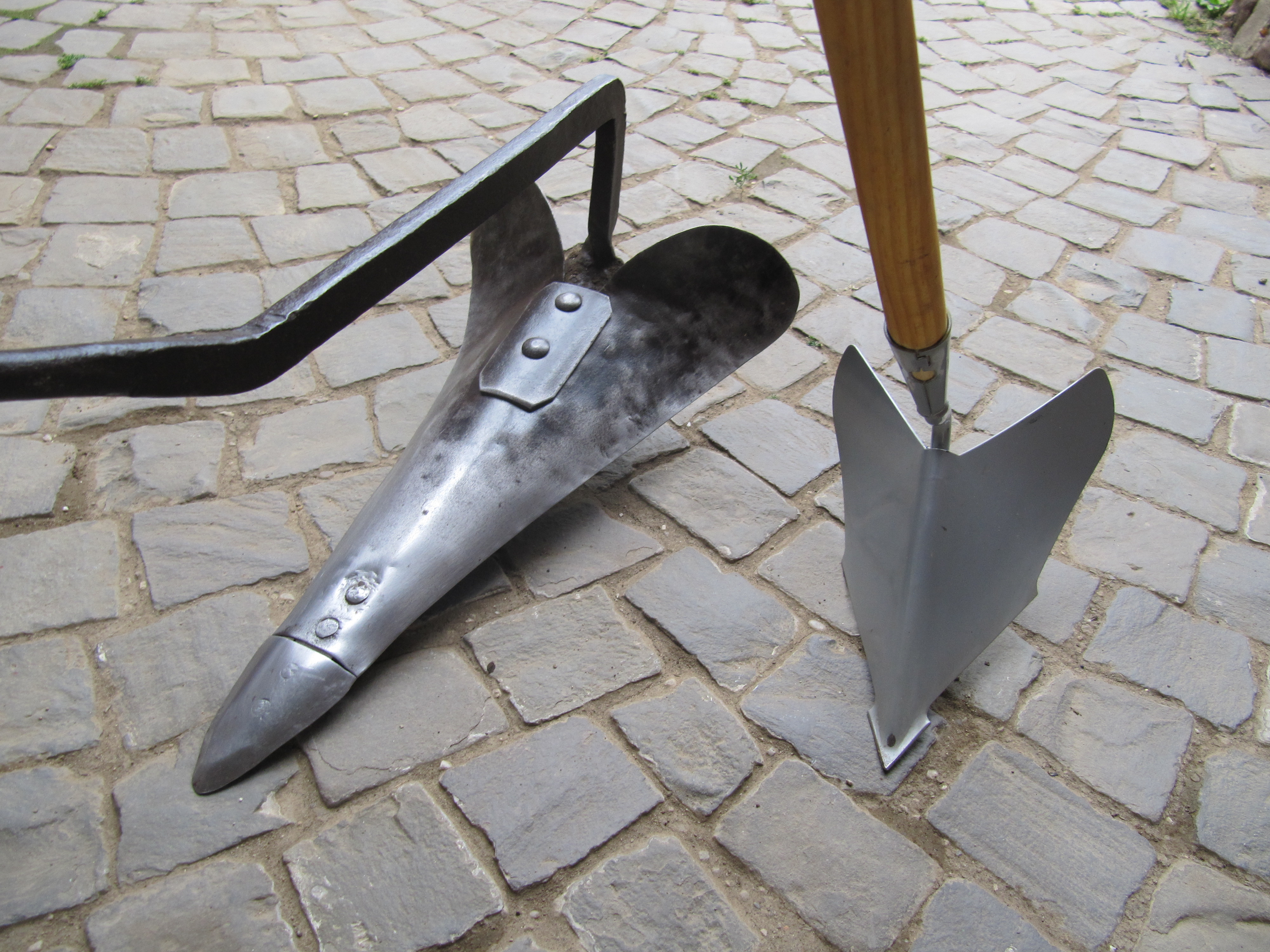
Häufelgeräte für Handbetrieb